# Uhlík-uhlíkový laminát

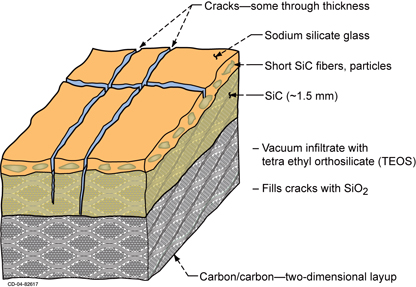
RCC materiál používaný na raketoplánech

Uhlík-uhlíkový laminát (Reinforced Carbon-Carbon; RCC) je kompozitní materiál, který se skládá z uhlíkových vláken obklopených uhlíkovou matricí. Původně byl vyvinut pro hlavice mezikontinentálních balistických střel, ale známější je jako ochrana nosové části a náběžných hran křídel amerických raketoplánů (Space Shuttle). Používá se rovněž v konstrukci tepelných štítů kosmických sond pro blízký průzkum Slunce (Parker Solar Probe, Ulysses). Brzdové kotouče a brzdové destičky z tohoto materiálu jsou standardní součástí brzdových systémů závodních vozů Formule 1 od konce 70. let (poprvé v roce 1976).
Uhlík-uhlíkový laminát je vhodný pro konstrukční užití ve vysokých teplotách, kde je potřeba tepelné odolnosti a/nebo nízkého součinitele teplotní roztažnosti. Není tak křehký jak mnoho jiných keramik, postrádá však odolnost proti nárazu; Zkáza raketoplánu Columbia byla způsobena právě po zásahu kusem polyuretanové izolační pěny z palivové nádrže, který poškodil panel RCC.

## Výroba
Materiál se vyrábí ve třech krocích:
1. Nejprve jsou vrstvy uhlíkového vlákna lepeny fenolovou pryskyřicí a vytvarovány do konečné podoby. Často se jako přísada přidává koks nebo jiný čistý uhlík.
2. Následně je vše zahřáto v inertní atmosféře tak, že se pyrolýzou fenolová pryskyřice rozloží a vytvoří uhlíkovou matrici. Při tomto procesu ztrácí směs objem a začínají se vytvářet póry, které jsou částečně eliminovány přidavnými přísadami.
3. Uhlíková matrice se dále impregnuje furfurylalkoholem a dalšími pyrolýzami je zahušťována a zesilována. Nakonec jsou póry postupně několik dní vyplňovány za vysoké teploty uhlíkotvorným plynem, např. acetylenem. Tento dlouhý proces tepelného zpracování umožňuje uhlíku vytvořit větší grafitické zrno a je to také hlavní důvod vysoké ceny tohoto materiálu. Panely na raketoplánech stály NASA zhruba milion dolarů za čtvereční metr, i když většina nákladů šla na vrub vývoje a složitého tvaru panelů.[zdroj?]

Při konečné úpravě je povrch materiálu za vysoké teploty v inertní atmosféře pokryt vrstvičkou karbidu křemíku, která chrání čistý uhlík před oxidací. Tepelné štíty slunečních sond jsou pokryty bílou vrstvou oxidu hlinitého, aby se snížila absorpce slunečního záření.